# Ricardo Cantalapiedra
Ricardo Cantalapiedra Moro (Carrizo de la Ribera, 1944-Madrid, 2017) fue un periodista, cantautor y escritor español.

## Biografía
Natural de la provincia de León, donde nació en 1943 o 1944, al parecer en Carrizo de la Ribera, se trasladó a Madrid. Allí fue miembro del PCE. Cantalapiedra, de quien se dice que trabó amistad en su juventud con Julio Iglesias, a lo largo de su vida cultivó la música cristiana, la canción protesta y la crítica musical, entre otras facetas. Fue autor del álbum De oca en oca y canto porque me toca (1973). Falleció el 24 de septiembre de 2017 en Madrid.